# 轮渡岛

轮渡岛地图

轮渡岛（芬蘭語：Lauttasaari）是一个位于芬兰首都赫尔辛基的岛屿，在市中心以西约3公里。与周围一些无人居住的小岛一起，轮渡岛也是赫尔辛基的一个市区。截至2017年，该岛共有23,226名居民。该岛是芬兰人口第二多的岛屿，排在奥兰主岛之后。岛屿的面积为3.85平方公里。
轮渡岛基本上是一个住宅区，但也有一些商业服务，包括几个游艇码头和独木舟俱乐部。虽靠近市中心，但轮渡岛并未完全被建设起来。特别是该岛的整个海岸线几乎是公用的，有人行道、海滩、游乐场、成片的森林和岩石露头。
该岛名为轮渡岛，历史上确实有轮渡从该岛开往草湾小区，但现在该岛通过桥梁、堤坝和赫尔辛基地铁与赫尔辛基其他地区和临近城市埃斯波相连，地铁在该区有两个站点。该岛有两个邮政编码：00200和00210。

## 历史

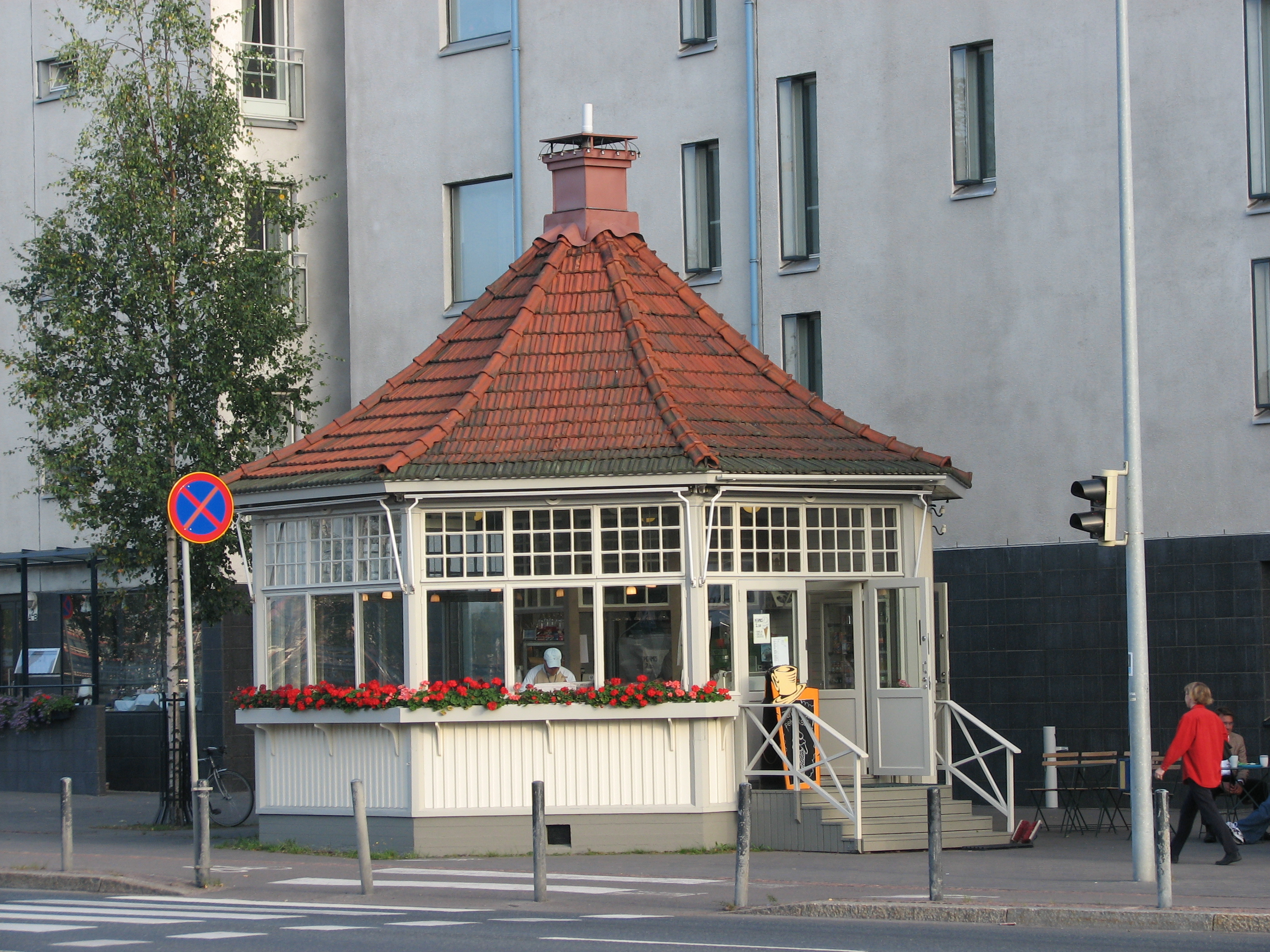
位于轮渡岛的Mutteri咖啡馆

轮渡岛曾是霍帕湾市镇的基本未开发的地区，1946年1月1日该市镇被并入赫尔辛基市。

## 交通运输

### 公共交通运输

#### 地铁

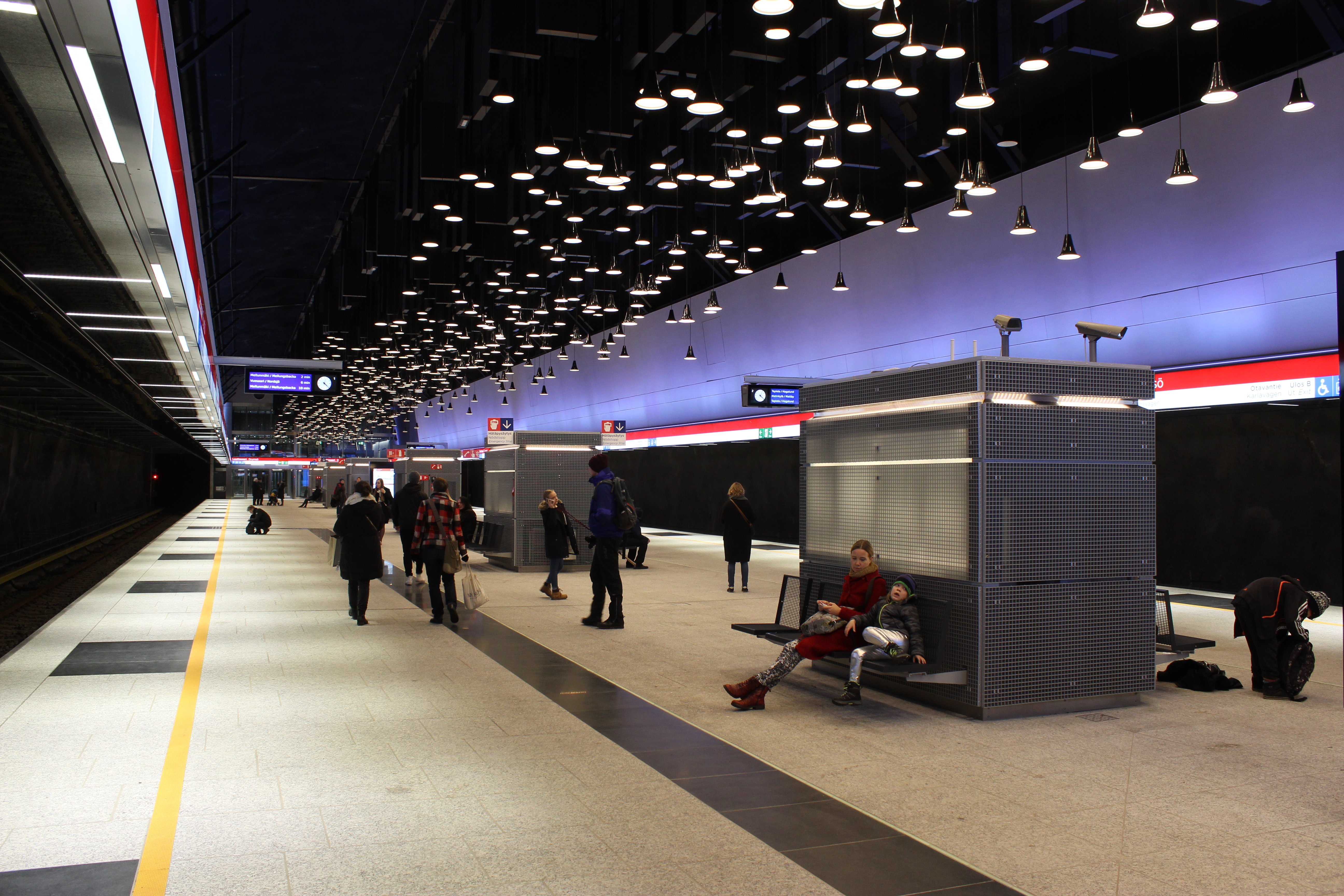
轮渡岛地铁站

赫尔辛基地铁在该区有两个站，分别是轮渡岛站和白桦岛站。轮渡岛地铁站有两个入口，一个在劳蒂斯（Lauttis）购物中心，另一个在于尔登街（Gyldénintie）。

#### 公交车
所有市内公交线路—20、21和21B—都至少与一个地铁站相连，20和21号线继续通往市中心。115A和555路公交车从岛的中心出发。115A路开往埃斯波，经塔皮奧拉到达曼卡。555路途经埃斯波到万塔市的马丁谷。轮渡岛也有从市中心出发的20N和112N号夜班巴士。

### 汽车
西道（也是芬兰51号国道）高速公路经过轮渡岛，并在岛上有两个交汇点。该高速公里连接赫尔辛基市中心和埃斯波。埃斯波市内起点是Westend。

## 轮渡岛路与劳蒂斯
轮渡岛路（Lauttasaarentie）是轮渡岛的主要通道，许多居民住于此街道的两边。劳蒂斯购物中心也位于这条街上，轮渡岛地铁站一个出入口在购物中心内。该购物中心是岛上的商业中心，且接近其地理中心。